# Hóquei sobre a grama nos Jogos Olímpicos de Verão de 1952
O torneio de hóquei sobre a grama nos Jogos Olímpicos de Verão de 1952 foi realizado em Helsinque, Finlândia.
| Ouro | Prata | Bronze |
| Índia Ranganandhan Francis Dharam Singh Kehava Datt Govind Perumal Randhir Gentle Lelie Claudius Chinadorai Deshmutu Raghbir Lal Kunwar Singh Balbir Singh Udham Singh Muniswamy Rajgopal Meldric Daluz Grahanandan Singh | Países Baixos Laurentz Mulder Henri Derckx Johan Drijver Julius Ancion Willem van Heel Hermanus Loggere Edouard Tiel Rius Esser Jan Kruize Andries Boerstra Leonard Wery | Reino Unido Graham Dadds Roger Midgley Denys Carnill John Cockett Robin Fletcher Derek Day Dennis Eagan Anthony Robinson Anthony Nunn John Taylor Richard Norris John Conroy Neil Nugent |

## Primeira fase
| 15 de julho |     |           |
| Áustria     | 2–1 | Suíça     |
| Bélgica     | 6–0 | Finlândia |
| 16 de julho |     |           |
| Alemanha    | 7–2 | Polônia   |
| França      | 5–0 | Itália    |

## Quartas de final
| 17 de julho   |     |          |
| Índia         | 4–0 | Áustria  |
| Reino Unido   | 1–0 | Bélgica  |
| 18 de julho   |     |          |
| Países Baixos | 1–0 | Alemanha |
| Paquistão     | 6–0 | França   |

## Semifinais
| 20 de julho   |     |             |
| Índia         | 3–1 | Reino Unido |
| Países Baixos | 1–0 | Paquistão   |

## Disputa pelo bronze
| 22 de julho |     |           |
| Reino Unido | 2–1 | Paquistão |

## Final
| 24 de julho |     |               |
| Índia       | 6–1 | Países Baixos |